# Efterberäkning
Efterberäkning innebär att en noggrannare GPS-mottagare (avsedd för RTK eller DGPS) loggar satellitdata under en tid. Vid hemkomst kan sedan GPS-mottagarens position beräknas med hjälp av satellitdata från en eller flera referensstationer (med kända positioner) under exakt samma tidpunkter.
Ju längre tid som GPS-mottagaren loggar data på en och samma punkt, desto noggrannare blir den i efterhand framräknade positionen. På öppen mark ger en timmes loggning en noggrannhet på cirka 1 cm och 24 timmars loggning ger en noggrannhet på cirka 1 mm.

## Svenska referensstationer
I Sverige driver Lantmäteriets division SWEPOS ett antal fasta referensstationer, som mot avgift kan utnyttjas för efterberäkning. SWEPOS har även en så kallad beräkningsautomat, som kan sköta själva efterberäkningen. Då måste indata vara i RINEX-format.

## Användningsområde
Efterberäkning används ofta när polygonpunkter och stomnät ska positioneras. Efterberäkning är också användbar för att beräkna basstationens position vid inmätning med RTK.  
Efterberäkning kan också vara användbar för att beräkna storleken på kontinentaldriften och landhöjningen.